# Prestauroneis integra
Prestauroneis integra (syn. Navicula integra) – gatunek okrzemki preferujący wody o wysokiej zawartości minerałów i dlatego często spotykana jest w wodach zanieczyszczonych. Jest gatunkiem słodkowodnym, ale spotykany jest w wodach śródlądowych o naturalnym zasoleniu.

## Morfologia
Jednokomórkowe osobniki tego gatunku charakteryzują się wymiarami: szerokością 8-10 µm oraz długością 25-45 µm. Natomiast Diatoms of North America podaje dokładniejsze wymiary: długość 26,6-43,0 µm oraz szerokość 9,3-12,6 µm. Okrzemka charakteryzuje się okrywą od lancetowatej do lancetowato-eliptycznej z trójfalistymi krawędziami, a także z krótko i szeroko wyciągniętymi końcami. W pobliżu biegunów okrywa lekko faluje i tworzy gładki garb wokół okrzemki. Liczba prążków wynosi 17-23 na 10 µm. Dokładniejsze dane podaje portal Diatoms of North America: w 10 µm w środku liczba prążków wynosi 9,9-15, a przy biegunach 15,7-20,8. Prążki w środku okrywy układają się promieniście, a przy brzegach niemal równolegle. Są one rozmieszczone szerzej w środku, a bardziej gęsto przy brzegach. Mogą być też odchylone lub symetryczne po obu stronach pola osiowego. Pole środkowe jest małe i okrągławe do eliptycznego. Pole osiowe jest liniowe. Na biegunach widoczne są krótkie pseudosepta. Rafa okrzemki jest nitkowata. Zewnętrzne proksymalne końce rafy są rozszerzone, a terminalne końce rafy są dobrze wykształcone i zaginają się w tę samą stronę. Areole są ułożone rzędami i mają kształty od okrągłych do eliptycznych. Ich liczba w środku okrywy dochodzi do około 20 w 10 µm jednakże w tej strefie są najczęściej niewyraźne. Im dalej od środka okrywy tym areole się bardziej zagęszczają. Prestauroneis integra charakteryzuje się występowaniem podłużnego rowka zwanego szwem. W wewnętrznej części okrywy zakończenie szwu jest małe i zakrzywione, a im dalej od środka tym szew staje się prostszy i rozszerza się, a jego odległe końce odchylają się jednostronnie. Nazwa integra odnosi się do prążków przebiegających przez całą okrywę, mimo pozornie zauważalnego w pewnych ustawieniach mikroskopu stauros.

### Gatunki podobne
Prestauroneis integra ma charakterystyczny zarys okrywy, przez co przez specjalistów jest uważana za gatunek niemożliwy do pomylenia.

## Ekologia
Okrzemka ta żyje jako element fitobentosu. Występuje w wodach o wysokiej zawartości minerałów, a w tym w wodach zanieczyszczonych. Ponad to występuje często do masowo również w wodach brachicznych oraz naturalnie zasolonych siedliskach wód śródlądowych. Gatunek spotykany często również w typowych wodach słodkich ze średnią zawartością elektrolitów chociaż z mniejszą liczebnością, (co może być spowodowane podwyższonym ciśnieniem osmotycznym w takich wodach) czyli przede wszystkim w strumieniach i rzekach nizinnych. Bardzo rzadko, a praktycznie wcale nie jest obserwowana w wysokich górach, a także w wodach stojących.
Portal Diatoms of North America podał, że okazy Prestauroneis integra pozyskane w Silver Lake, hrabstwo Dickinson, stan Iowa skupiały się w dolnej granicy obserwowanego zakresu wielkości (26-35 µm). Natomiast okazy pozyskane ze stanowiska w Bessy Creek, hrabstwo Cheboygan, stan Michigan rozmiarami były bliższe maksymalnemu zakresowi rozmiarów (37-43 µm). Obserwacje te pokazują, że populacja w ramach pojedynczego zbioru może nie obejmować całego zakresu wielkości osobników dla gatunku. Dane dystrybucyjne z USGS BioData wskazuje, że ten takson występuje w pobliżu Wielkich Jezior i północno-wschodniego wybrzeża od Masachusetts do Karoliny Północnej.
Według polskiego wskaźnika okrzemkowego do oceny stanu ekologicznego rzek (IO) dla indeksu trofii wartość wrażliwości taksonu (TI) wynosi 2,9 , a wartość wagowa taksonu (wTI) wynosi 2. Natomiast dla indeksu saprobii wartość wrażliwości taksonu (SI) wynosi 2,4 , a wartość wagowa taksonu (wSI) wynosi 2.. Gatunek często spotykany w zanieczyszczonych wodach.
Stwierdzana w różnych regionach półkuli północnej, głównie w strefie umiarkowanych szerokości.

## Systematyka
Gatunek pierwszy raz opisany ze stanowisk znajdujących się w Szkocji przez Williama Gregory’ego jako Pinnularia rostrata, jednak William Smith zakwestionował jego opis jako właściwy, przemianowując gatunek na Pinnularia integra, i to on jest uznawany za pierwotnego autora nazwy. Stosunkowo długo gatunek ten był uważany za przedstawiciela rodzaju Navicula, jako Navicula integra (W.Smith) Ralfs 1861. Na podstawie badań molekularnych Katrin Bruder i Linda Medlin ustaliły, że nie jest on blisko spokrewniony z Navicula, a raczej ze Stauroneis, proponując utworzenie nowego rodzaju, Prestauroneis, którego P. integra jest w związku z tym gatunkiem typowym.